# Arzier-Le Muids
Arzier-Le Muids är en ort och kommun i distriktet Nyon i kantonen Vaud, Schweiz. Kommunen har 2 974 invånare (2023).
Kommunen består av ortsdelarna Arzier och Le Muids. Kommunen hette fram till 30 april 2014 Arzier.